# Antonín Hájek (Fußballspieler)
Antonín Hájek (* 5. Februar 1916; † 16. November 1983) war ein tschechoslowakischer Fußballspieler, der in zehn Erstligajahren 191 Tore erzielte.

## Karriere
Antonín Hájek begann mit dem Fußballspielen bei Olympia Plzeň, 1934 wechselte der Stürmer zum SK Plzeň 1894, der damals in der 1. Tschechoslowakischen Liga spielte. Hájek entwickelte sich zu einem der besten Torjäger der Liga, schon am 26. März 1939, im Alter von 23 Jahren, schoss er sein einhundertstes Erstligator. In der Spielzeit 1935/36 waren ihm 35 Tore gelungen, was allerdings nicht zum Titel des Torschützenkönigs reichte, da Vojtěch Bradáč von Slavia Prag sieben Tore mehr geschossen hatte.
Hájek war oft von Verletzungen geplagt und wechselte auch nie zu einem großen Klub. Vermutlich deshalb wurde er nie in die Tschechoslowakische Nationalmannschaft berufen, obwohl ihm bis 1944, als er mit nur 28 Jahren seine Laufbahn beendete, 191 Erstligatore gelungen waren. Von 1945 bis 1948 half er noch bei den unterklassigen Vereinen Horymír Příbram und Starý Plzenec aus. Anschließend war Hájek kurz als Schiedsrichter tätig, später als Funktionär.
Im Torjägerklub Klub ligových kanonýrů belegt er noch vor Oldřich Nejedlý den dritten Rang.

### Stationen
- Olympia Plzeň (1930–1934)
- SK Plzeň 1894 (1934–1944)